# Jean-Guy Dubuc
Pour les articles homonymes, voir Dubuc.
Jean-Guy Dubuc, né le 24 janvier 1934, est un journaliste, consultant en communication et prêtre québécois.

## Biographie
Né en 1934, il est ordonné prêtre dans le diocèse de Montréal en 1958. Il devient docteur en théologie à l'Université grégorienne en 1963 après avoir fait des études en Belgique et en France.  
Devenu journaliste pour le journal La Presse en 1971, il exerce la fonction d'éditorialiste-en-chef seulement deux ans plus tard en 1973. À partir de 1988, il travaille dans plusieurs médias des Cantons de l'Est et de la Mauricie, dont radio CHEF, La Voix de l'Est, La Tribune de Sherbrooke et Le Nouvelliste. L'année 2003 aura été la trentième année consécutive où il a exercé le métier d'éditorialiste, s'employant notamment à défendre les valeurs démocratiques de la société canadienne.       
Il s'est engagé dans la direction de plusieurs organismes, dont la Société catholique de la Bible, le Collège Jean-Eudes, l'International du cinéma de l'Estrie, la Fondation du patrimoine laurentien, le Fonds Educ'alcool, l'Orchestre mondial des jeunesses musicales, l'Orchestre symphonique de Sherbrooke, la Société Pro Musica et l'œuvre Léger.
Il a aussi été capitaine d'aviation dans les Forces armées canadiennes et a contribué au mouvement d'Action catholique ainsi qu'à diverses œuvres syndicales et éducatives.   

## Ouvrages publiés
- Mass médias: pour ou contre Dieu?, 1971
- Nos valeurs en ébullition, 1980
- Le frère André, Montreal, Fides, 1996

## Honneurs
- Prix Claude-Masson, 1987.
- Commanderie de Bordeaux
- Commanderie des nobles vins du Jura
- Conseil des Échansons de France